# Пью, Джеймс (футболист)
Джеймс Пью (англ. James Pugh; июль 1891 — дата смерти неизвестна) — английский футболист, защитник. Родился в Херефорде.
В военное время выступал за «Клэптон Ориент», «Ковентри Сити» и «Лутон Таун». Затем играл за английские клубы «Брайтон энд Хоув Альбион» и «Херефорд» и за валлийские «Бриджэнд Таун» и «Абертиллери Таун» из Южной футбольной лиги.
В апреле 1922 года перешёл в английский клуб «Манчестер Юнайтед». Дебютировал в основном составе 29 апреля 1922 года в матче предпоследнего тура Первого дивизиона Футбольной лиги против «Кардифф Сити». В следующем сезоне провёл ещё одну игру в основном составе «Юнайтед» 21 октября 1922 года, выйдя на поле в матче Второго дивизиона против «Фулхэма».
В июле 1923 года перешёл в валлийский клуб «Рексем», выступавший в Третьем северном дивизионе Футбольной лиги. Провёл в нём два сезона, сыграв 40 матчей в рамках лиги.